# Межакова, Надежда Ивановна
Надежда Ивановна Межакова (1 декабря 1987) — российская футболистка, вратарь.

## Биография
Воспитанница белгородского футбола, первый тренер — Эдуард Васильевич Ермаков. С 2003 года выступала во взрослых соревнованиях в первом дивизионе за белгородскую «Викторию».
В 2004 году принимала участие в чемпионате мира среди 19-летних девушек в Таиланде, сборная России стала четвертьфиналистом соревнований.
С 2009 года выступала за «Зоркий» (Красногорск), вместе с командой прошла путь от второго дивизиона до высшего. Победительница зонального и финального турнира второй лиги 2009 года, победительница финального турнира первой лиги 2010 года. Однако после выхода клуба в высший дивизион утратила место в основном составе и провела на этом уровне только два матча, пропустив 4 гола. Дебютную игру в высшем дивизионе сыграла 1 октября 2012 года против «Измайлово», а спустя неделю отыграла матч против пермской «Звезды-2005». Также вышла на поле в одной игре Лиги чемпионов — 4 октября 2012 года с исландским «Стьярнаном».
После ухода из «Зоркого» выступала в Москве в студенческих соревнованиях. В 2017 году играла за клуб первой лиги «Челси» (Москва).